# ورونیکا اشمیت
ورونیکا اشمیت (انگلیسی: Veronika Schmidt؛ زادهٔ ۲۴ اوت ۱۹۵۲) اسکی‌باز صحرانوردی اهل آلمان بود.